# 10.5 cm SK L/40
10.5 cm SK L/40は、第一次世界大戦から第二次世界大戦にかけてドイツが用いた艦砲である。
SKは「Schnelladekanone」すなわち高速装填カノン砲を示し、Lは「Länge」口径長を示す。

## 来歴
10.5 cm SK L/40は、1898年頃より開発され、1900年以降、主に小型巡洋艦の主砲として用いられた。
コルベルク級以降はより長口径のL/45にとってかわられたが、その後も小型艦や沿岸砲台の備砲として用いられた。
また、第一次世界大戦の東アフリカ戦線においては、大破した巡洋艦から回収した本砲を野戦砲として用いた例もある。

## 採用艦艇
- ドイツ帝国海軍
  - ガツェレ級小型巡洋艦（英語版）
  - ブレーメン級小型巡洋艦
  - ケーニヒスベルク級小型巡洋艦
  - ドレスデン級小型巡洋艦
  - イルティス級砲艦
  - 仮装巡洋艦カップ・トラファルガー
  - 仮装巡洋艦プリンツ・アイテル・フリードリヒ
  - 仮装巡洋艦ゼーアドラー
  - 特設砲艦グラーフ・フォン・ゲッツェン[注釈 1]

## 現存するもの
- ケーニッヒスベルク装備砲
  - 南アフリカ共和国プレトリアユニオンビル
  - ケニアモンバサジーザス要塞
  - ウガンダジンジャにある交通島

- エムデン装備砲
  - オーストラリアシドニーハイド・パーク

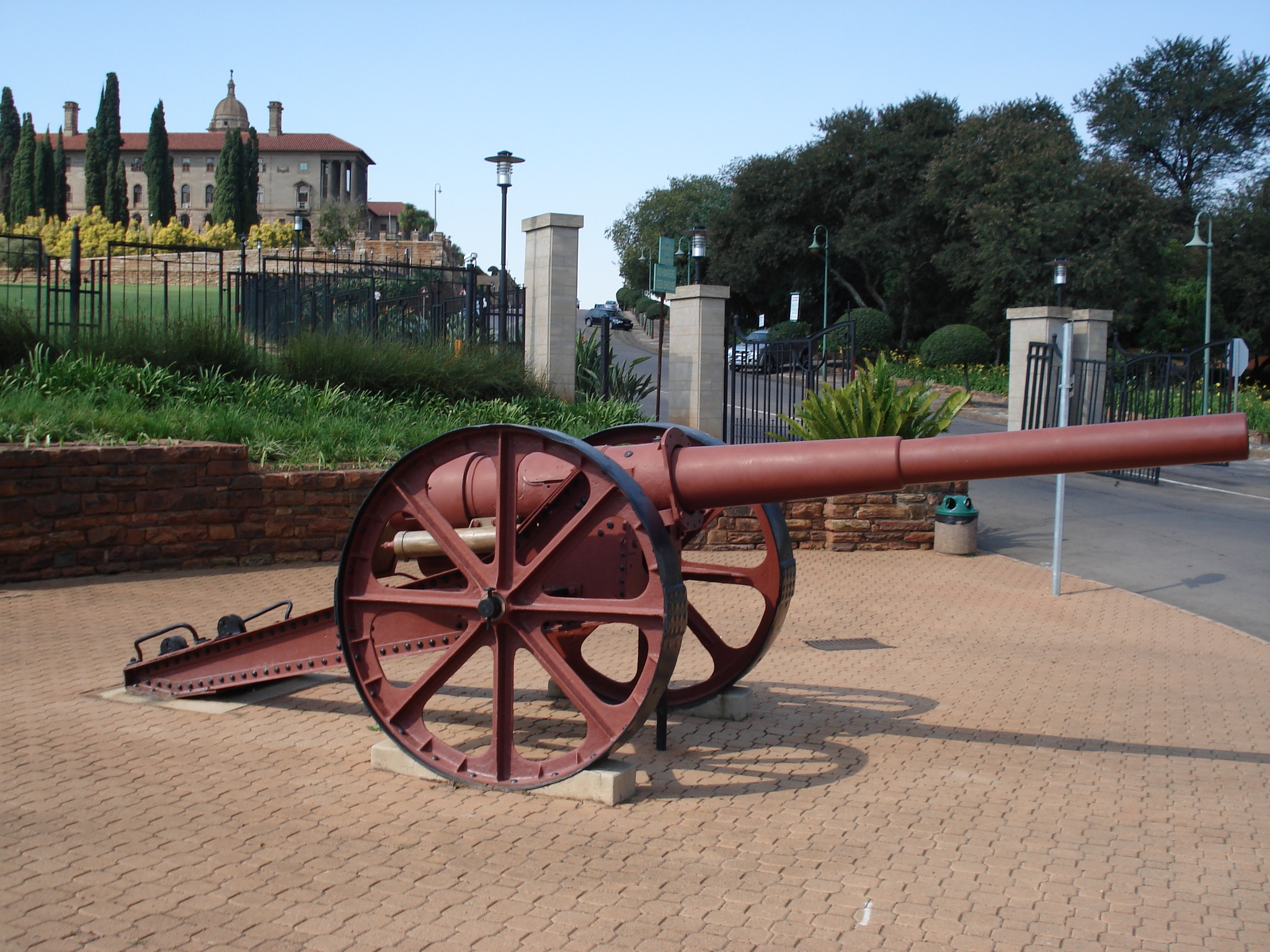
ユニオンビル前で展示される元ケーニッヒスベルク主砲。ルフィジ河口の戦いで大破した同艦から陸揚げされ、野戦砲として用いられた。

    - オーストラリア海軍記念館（英語版）
    - キャンベラオーストラリア戦争記念館
- ゼーアドラー装備砲
  - フランスパペーテブーガンヴィル公園